# Dragutin Friedrich
Dragutin Friedrich (5 de janeiro de 1897 - 26 de março de 1980) foi um futebolista iugoslavo que atuava como goleiro.Friedrich jogava no HAŠK quando foi convocado para a Seleção Iugoslava de Futebol que participou dos Jogos Olímpicos de Verão de 1924.jogou 9  vezes pela Seleção Iugoslava de Futebol entre 1922 e 1927.